# Manga (Niger)

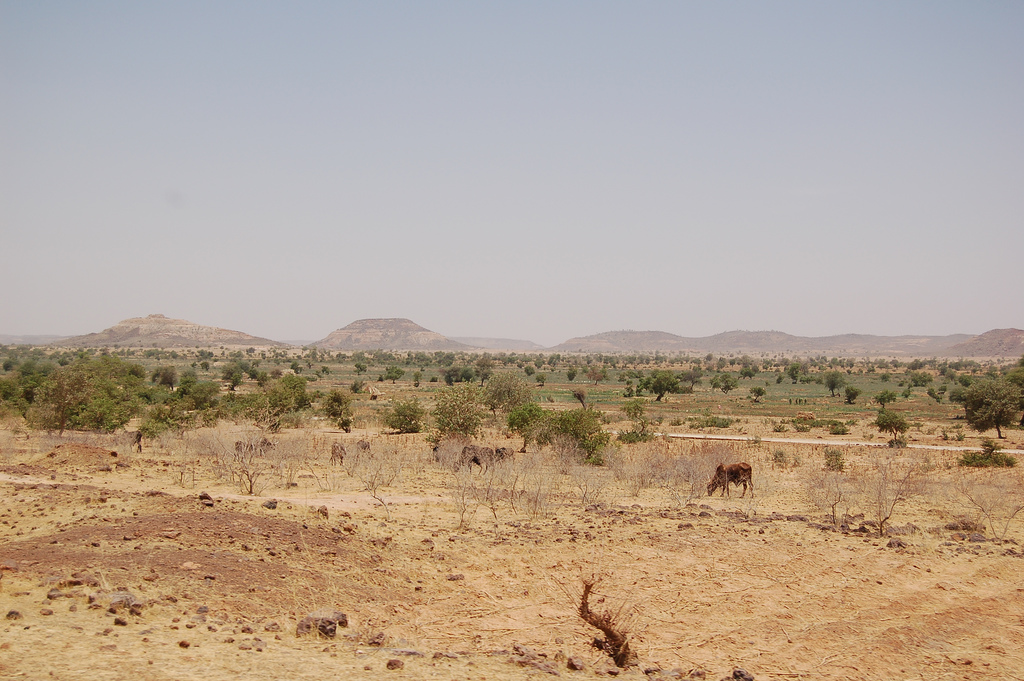
Süden der Landschaft Manga bei Diffa

Der Manga ist eine Landschaft in Südost-Niger.

## Geographie
Die etwa 130.000 km² große Landschaft befindet sich im Süden der Region Diffa. Sie erstreckt sich unter anderem über die Departements Bosso, Diffa, Goudoumaria und Maïné-Soroa. Westlich des Manga liegt die Landschaft Mounio. Im Süden wird der Manga vom Fluss Komadougou Yobé begrenzt, der die Staatsgrenze zu Nigeria bildet. Im Osten reicht die Landschaft bis zum Tschadsee und zur Staatsgrenze mit Tschad.
Der Manga ist durch eine geringe Vegetation gekennzeichnet und besteht aus einer Reihe von sandigen Ebenen wie der Wüste Tal und dem Kadzell zwischen den Städten Maïné-Soroa und N’Guigmi. Der Süden des Manga gehört zur Sahelzone und weist eine kurze Regenzeit auf, während der Norden der hyperariden Sahara zugerechnet wird. Es gibt zwei große Grundwasserleiter in der Landschaft, von denen einer aus dem Quartär und einer aus dem Pliozän stammt.

## Geschichte

Karte von Bornu mit Manga im Jahr 1810

Der Manga war bis Mitte des 19. Jahrhunderts eine Grenzregion des Reichs Bornu. Sultan Ténimoun dan Sélimane von Zinder besetzte die Landschaft im Jahr 1855, als die Macht Bornus im Niedergang begriffen war. Das Sultanat Zinder fiel 1899 an Frankreich. In der französischen Kolonialzeit gab es ab 1925 einen Kreis Manga (cercle du Manga), dessen Hauptort Gouré war.

## Bevölkerung
Der Manga ist die Heimat der gleichnamigen Volksgruppe der Manga, die wahrscheinlich vom Volk der Kanuri abstammen, auch wenn sie sich selbst nicht als diesem zugehörig betrachten. Ihre Sprache, das Manga-Kanuri, ist ein Dialekt beziehungsweise eine Varietät der Sprache Kanuri. Im Manga leben zudem Angehörige der Tubu-Untergruppe Daza sowie Araber.